# Настільний теніс на літніх Олімпійських іграх 2000

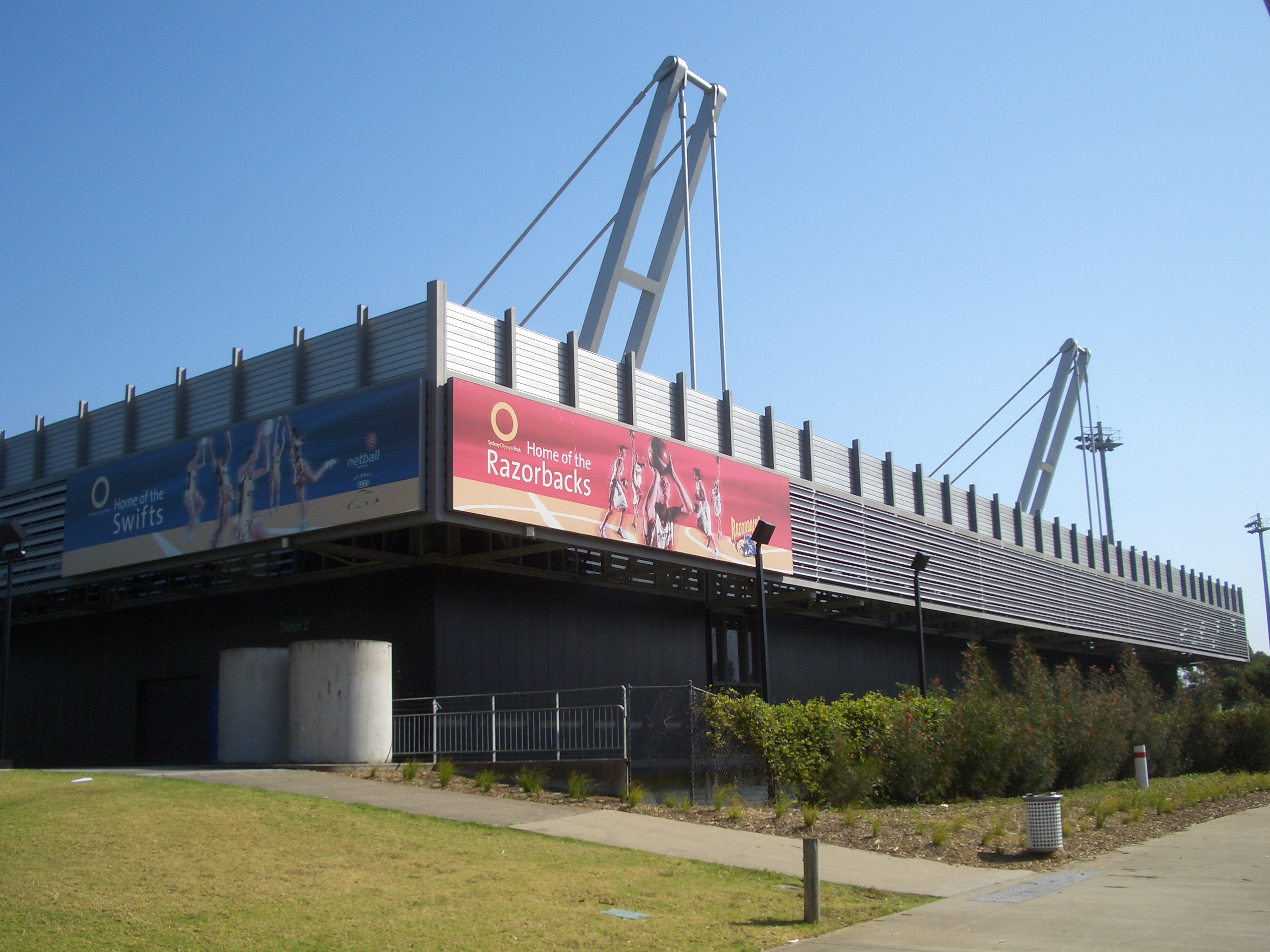
Змагання з настільного тенісу відбулися в Державний спортивний центр в Олімпійський парк Сіднея.

Змагання з настільного тенісу на літніх Олімпійських іграх 2000 в Сіднеї тривали з 16 до 25 вересня в Державному спортивному центрі. Розіграно 4 комплекти нагород.

## Країни-учасниці
Змагався 171 спортсмен (86 чоловік і 85 жінок) з 48-ми країн.
- Алжир (2)
- Аргентина (2)
- Австралія (9)
- Австрія (5)
- Білорусь (5)
- Бельгія (2)
- Бразилія (3)
- Канада (6)
- Чилі (5)
- Китай (9)
- Хорватія (4)
- Куба (5)
- Чехія (2)
- Данія (2)
- Єгипет (5)
- Франція (5)
- Німеччина (8)
- Велика Британія (1)
- Греція (2)
- Гонконг (4)
- Угорщина (3)
- Індія (3)
- Індонезія (2)
- Іран (1)
- Японія (9)
- Йорданія (1)
- Литва (2)
- Люксембург (2)
- Маврикій (1)
- Нідерланди (2)
- Нова Зеландія (3)
- Нігерія (7)
- Польща (2)
- Катар (1)
- Румунія (3)
- Росія (3)
- Сінгапур (2)
- Південна Корея (8)
- Швеція (6)
- Китайський Тайбей (7)
- Тайланд (1)
- Туніс (1)
- Туркменістан (1)
- Уганда (1)
- Україна (1)
- США (8)
- Венесуела (2)
- СР Югославія (2)

## Медальний залік
| Дисципліна                  | Золото                      | Срібло                       | Бронза                                |
| --------------------------- | --------------------------- | ---------------------------- | ------------------------------------- |
| одиночний розряд (чоловіки) | Кун Лінхуей (CHN)           | Ян-Уве Вальднер (SWE)        | Лю Ґолян (CHN)                        |
| парний розряд (чоловіки)    | Ван Ліцінь і Янь Сень (CHN) | Лю Ґолян і Кун Лінхуей (CHN) | Жан-Філіпп Гасьєн і Патрік Шила (FRA) |
| одиночний розряд (жінки)    | Ван Нань (CHN)              | Лі Цзюй (CHN)                | Чень Цзин (TPE)                       |
| парний розряд (жінки)       | Лі Цзюй і Ван Нань (CHN)    | Сунь Цзинь і Ян Їн (CHN)     | Кім Му Ґьо і Рю Чі Хьо (KOR)          |

## Таблиця медалей
| Місце               | Країна                  | Золото | Срібло | Бронза | Загалом |
| ------------------- | ----------------------- | ------ | ------ | ------ | ------- |
| 1                   | Китай (CHN)             | 4      | 3      | 1      | 8       |
| 2                   | Швеція (SWE)            | 0      | 1      | 0      | 1       |
| 3                   | Китайський Тайбей (TPE) | 0      | 0      | 1      | 1       |
| 3                   | Південна Корея (KOR)    | 0      | 0      | 1      | 1       |
| 3                   | Франція (FRA)           | 0      | 0      | 1      | 1       |
| Загалом (5 збірних) | Загалом (5 збірних)     | 4      | 4      | 4      | 12      |